# Мэнли-Хот-Спрингс (Аляска)
Мэнли-Хот-Спрингс (англ. Manley Hot Springs, коюкон: Too Naaleł Denh) — статистически обособленная местность в зоне переписи населения Юкон-Коюкук, штат Аляска, США.

## География
По данным Бюро переписи населения США площадь населённого пункта составляет 140,6 км², из них суша составляет 140,6 км², а водные поверхности — 0 км². Расположен в 8 км к северу от реки Танана, в 260 км к западу от Фэрбанкса.

## Население
По данным переписи 2000 года население статистически обособленной местности составляло 72 человека. Расовый состав: коренные американцы — 23,61 %; белые — 73,61 %; представители двух и более рас — 2,78 %. Доля лиц в возрасте младше 18 лет — 15,3 %; лиц старше 65 лет — 12,5 %. Средний возраст населения — 44 года. На каждые 100 женщин приходится 125 мужчин; на каждые 113,2 женщин в возрасте старше 18 лет — 110,3 мужчин.
Из 36 домашних хозяйств в 19,4 % — воспитывали детей в возрасте до 18 лет, 47,2 % представляли собой совместно проживающие супружеские пары, 5,6 % — женщины без мужей, 47,2 % не имели семьи. 38,9 % от общего числа хозяйств на момент переписи жили самостоятельно, при этом 2,8 % составили одинокие пожилые люди в возрасте 65 лет и старше. В среднем домашнее хозяйство ведут 2,00 человек, а средний размер семьи — 2,58 человек.
Средний доход на совместное хозяйство — $29 000; средний доход на семью — $59 583.

## Транспорт
Населённый пункт обслуживается аэропортом Мэнли-Хот-Спрингс, который принимает регулярные рейсы из аэропорта Фэрбанкса. В 1959 году было построено шоссе Эллиотт, связавшее Мэнли-Хот-Спрингс с Фэрбанксом.